# Fraccionamiento Residencial 21
Fraccionamiento Residencial 21 är en ort i Mexiko.   Den ligger i kommunen Matamoros och delstaten Coahuila, i den centrala delen av landet, 800 km nordväst om huvudstaden Mexico City. Fraccionamiento Residencial 21 ligger 1 116 meter över havet och antalet invånare är 126.
Terrängen runt Fraccionamiento Residencial 21 är mycket platt. Runt Fraccionamiento Residencial 21 är det ganska tätbefolkat, med 129 invånare per kvadratkilometer. Närmaste större samhälle är Torreón, 12,7 km sydväst om Fraccionamiento Residencial 21. Trakten runt Fraccionamiento Residencial 21 består till största delen av jordbruksmark.